# Мировец
Село Мировец се налази у општини Трговиште у Бугарској. Према подацима од 21.07.2005. године има 101 становника.